# ألكسيس أوهانيان
ألكسيس أوهانيان (ولد في 24 أبريل 1983) هو رائد أعمال ومستثمر أمريكي على الإنترنت. اشتهر بأنه المؤسس المشارك والرئيس التنفيذي لموقع الأخبار الاجتماعية ريديت مع ستيف هوفمان وآرون سوارتز. في عام 2019 قدرت مجلة فوربس ثورته بنحو 70 مليون دولار، وهو متزوج من لاعبة التنس الأمريكية سيرينا ويليامز ويعيش في فلوريدا.